# Candidoni
Candidoni es un municipio situado en la ciudad metropolitana de Regio de Calabria, en Calabria (Italia). Tiene una población estimada, a fines de febrero de 2022, de 411 habitantes.

## Demografía
| Gráfica de evolución demográfica de Candidoni entre 1861 y 2022 |
|                                                                 |
| Fuente: ISTAT - Elaboración gráfica a cargo de Wikipedia        |